# Saint-Juvat
Saint-Juvat é uma comuna francesa na região administrativa da Bretanha, no departamento Côtes-d'Armor. Estende-se por uma área de 17,38 km². Em 2010 a comuna tinha 668 habitantes (densidade: 38,4 hab./km²).